# Brătești (Bihar megye)
Brătești falu Romániában, a Partiumban, Bihar megyében.

## Fekvése
Belényes közelében, az E79-es út (DN76) mellett, Robogány északnyugati szomszédjában fekvő település.

## Története
1956-ban 193 lakosa volt.
A 2002-es népszámláláskor 149 lakosából 148 román, 1 magyar volt.

## Nevezetességek
- Görögkeleti ortodox fatemploma 1738-ban épült. A fatemplom eredetileg Szitány faluban állt. Később több átalakítást is végeztek rajta, többek között, tetőszerkezetét is átalakították, de 2009-ben végül eredeti formájára építették vissza.